# Logo (programovací jazyk)

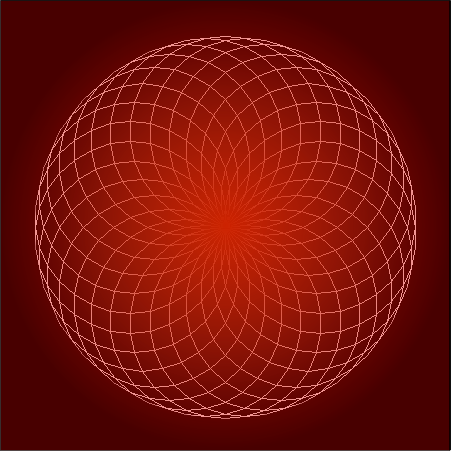
Želví grafika jazyka Logo

Logo je jednoduchý funkcionální programovací jazyk, který byl navržen ve firmě BBN (Cambridge, Massachusetts) v roce 1967 původně pro výuku myšlení, ale je spojen především s výukou programování dětí. První implementace byla napsána v jazyce Lisp pro počítač PDP-1.
Hlavní postavou jazyka Logo je želva (turtle), pohybující se po pláži. Když želva spustí ocásek, kreslí za sebou stopu v písku. Když ocásek zvedne, pohybuje se bez toho, že by za sebou zanechávala stopu. Způsob kreslení se nazývá želví grafika a byl přenesen i do jiných programovacích jazyků. Logo ale má například i propracované příkazy pro zpracování seznamů a vykazuje mnoho rysů jazyka Lisp, včetně konceptu, kdy se program skládá ze seznamů a sám o sobě je seznamem. Logo je vhodným nástrojem i pro výuku a implementaci technik umělé inteligence.
V červenci 2008 existovalo 187 implementací jazyka Logo, každý s různou kvalitou. Na českých a slovenských školách jsou často používány verze Imagine Logo a Comenius Logo. Logo řadíme mezi dětské programovací jazyky, kam se řadí ještě Karel, Baltík, Petr a další.

## Charakteristika z hlediska vzdělávání
a) motivující prostředí – například hlavně dnes využívané programovaní počítačových her

b) příkazy jsou běžně podobné jazyku

c) převedení pojmů abstraktních na pojmy konkrétní – jakýkoliv příkaz se hned projeví – princip tzv. Želví geometrie (vytváření grafických modelů); někdy se těmto simulacím říká mikrosvěty

d) široce použitelný – je sice velmi jednoduchý ale dostatečně silný i na složitější úkoly

## Primitiva
Jazyk je tvořen asi dvě stě slovy, která se nazývají primitiva. Jsou tvořena příkazy, operátory a funkcemi.

## Ukázka kódu
Program Hello world může vypadat například takto:
```
 TO HELLO
   PRINT [Hello, world!]
 END
```

Je třeba dodat, že toto ovšem není typický příklad programovací úlohy v Logu. Daleko lépe ji vystihne kód příkazu, kterým želva vykreslí čtverec (v české verzi jazyka):
```
 PŘÍKAZ ČTVEREC
   OPAKUJ 4 [
     DOPŘEDU 100
     VPRAVO 90
   ]
 KONEC
```